# Bugle pyramidale
Ajuga pyramidalis
Espèce
Classification phylogénétique
Statut de conservation UICN

 LC  : Préoccupation mineure
La bugle pyramidale ou bugle en pyramide (Ajuga pyramidalis) est une espèce de plantes à fleurs de la famille des Lamiacées et du genre Ajuga (bugles). C'est une plante herbacée originaire d'Europe.
La bugle pyramidale est abondamment présente dans toutes les montagnes d'Europe de 800 m à 2 700 m d'altitude, notamment dans les pâturages alpins où elle déploie son étonnante mais discrète architecture géométrique.

## Taxonomie et étymologie

### Taxonomie
La bugle pyramidale appartient à l'ordre des Lamiales et est intégrée à la famille des Lamiaceae. Elle est une des quelques espèces du genre des bugles (Ajuga),.
Plusieurs synonymes de l'espèce coexistent :
- Bugula alpina All. [1785] ;
- Ajuga vulgaris proles schurii Rouy [1909] ;
- Ajuga vulgaris subsp. pyramidalis (L.) Rouy [1909] ;
- Teucrium pyramidale (L.) Crantz [1769] ;
- Bulga pyramidalis (L.) Kuntze [1891] ;
- Bugula pyramidalis (L.) Mill. [1768] ;
- Ajuga genevensis subsp. pyramidalis (L.) Bonnier & Layens[3].

Deux sous-espèces sont recensées chez la plante :
- Ajuga pyramidalis subsp. meonantha ;
- Ajuga pyramidalis subsp. pyramidalis.

### Étymologie
Bugle provient du latin bugillo signifiant molène, devenu būgŭla au Ve siècle puis bugla. L'adjectif accordé pyramidale est associé à la forme géométrique en pyramide de la plante,.

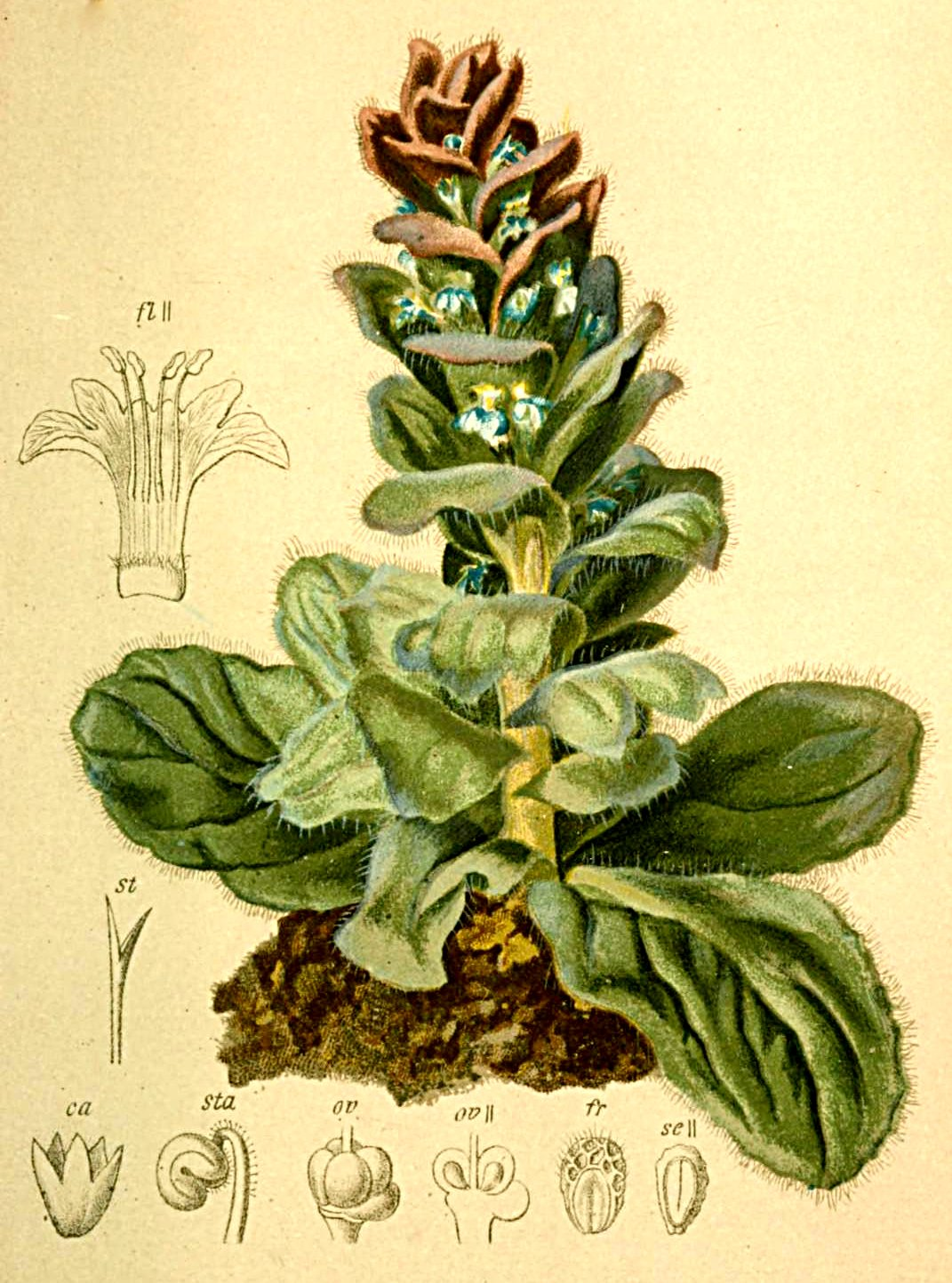
Illustration de la bugle pyramidale dans l'Atlas de la flore alpine.
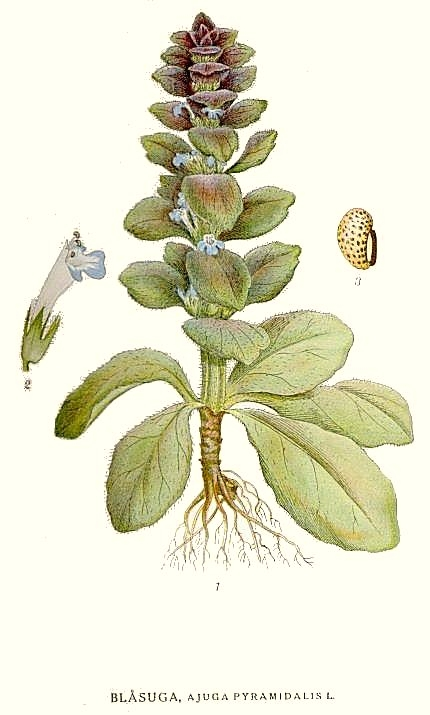
Illustration d'Ajuga pyramidalis.
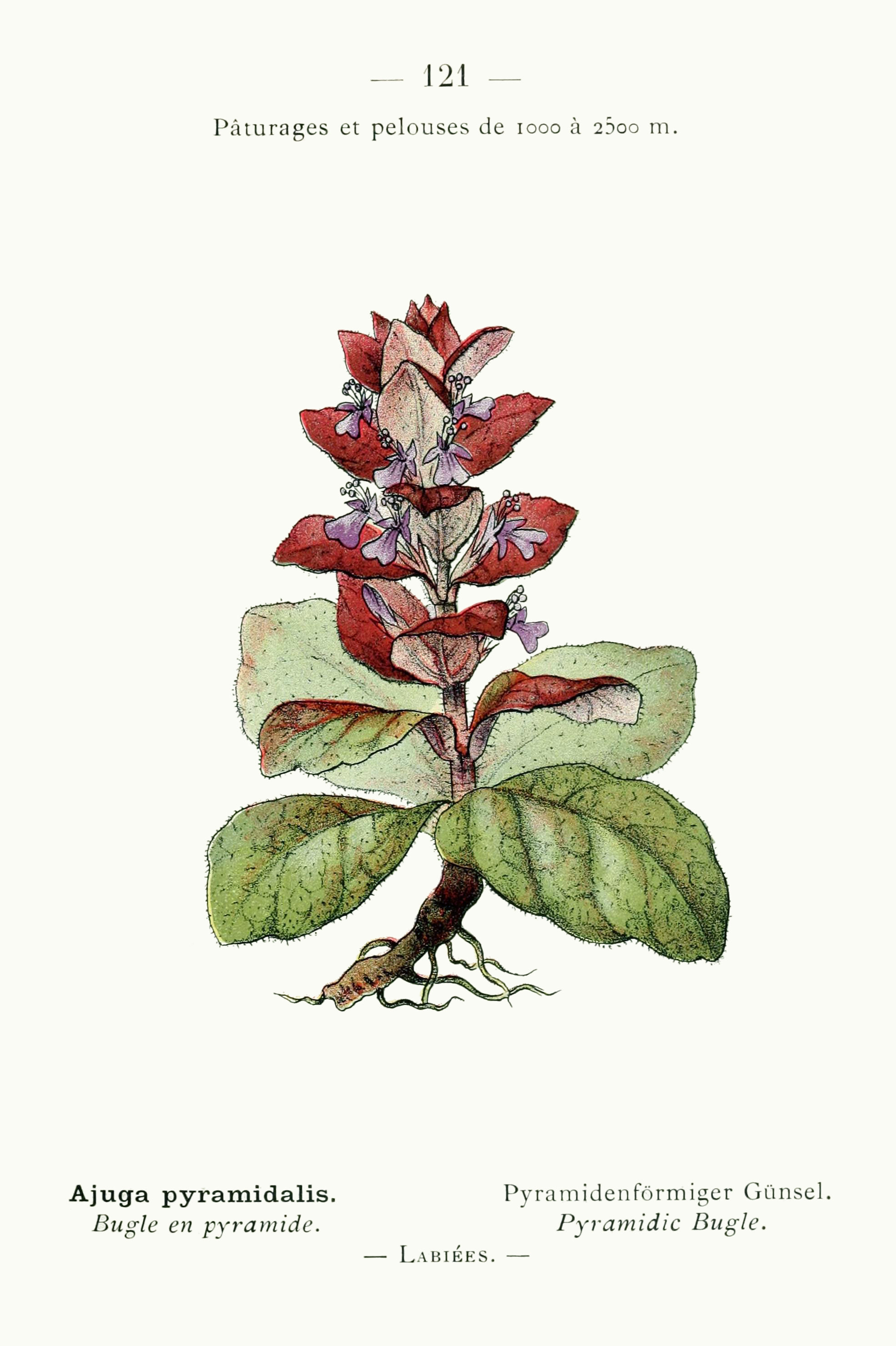
Illustration de la bugle en pyramide.

## Description

### Appareil végétatif

#### Partie foliaire
C'est une plante herbacée vivace haute de 5 à 25 cm avec une tige dressée, non ramifiée et sans rejet. Sa tige est de section carrée et est poilue sur les quatre faces. Elle déploie de courtes feuilles très poilues le long de son axe de croissance,.
Les feuilles basales (des rosettes basilaires) sont plus grandes que les feuilles caulinaires avec des bractées très souvent pourpres, rarement seulement tachetées de cette teinte. Les pièces foliaires rougeâtres sont, de plus, deux fois plus longues que les fleurs. Toutes les feuilles sont plus ou moins crénelées,,.
Les poils foliaires lui permettent de s'isoler du froid pendant l'hiver, saison durant laquelle la plante ne possède plus que sa partie racinaire, à défaut de ne sortir de terre qu'une ou deux feuilles rétrécies,.

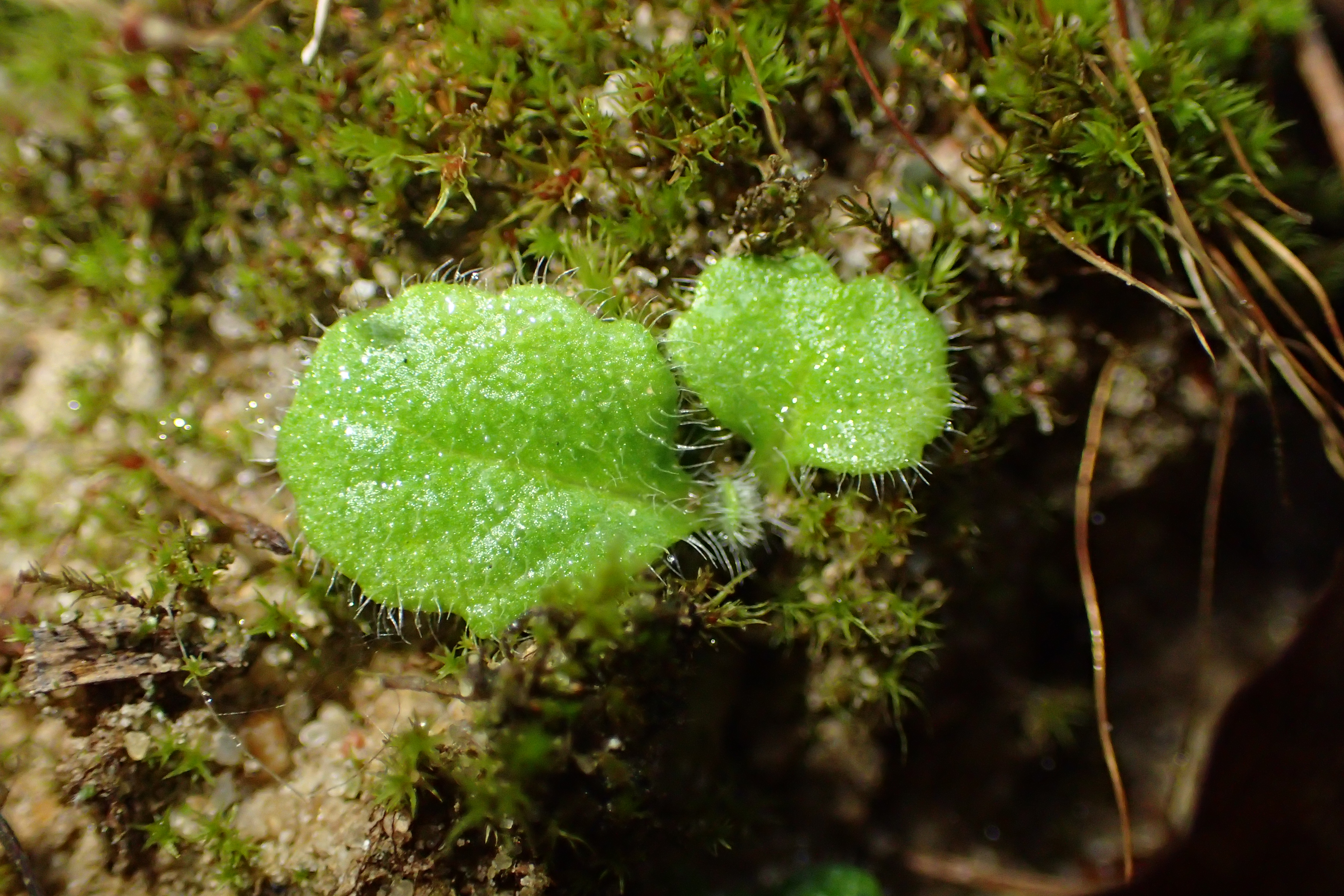
Minuscule pousse.
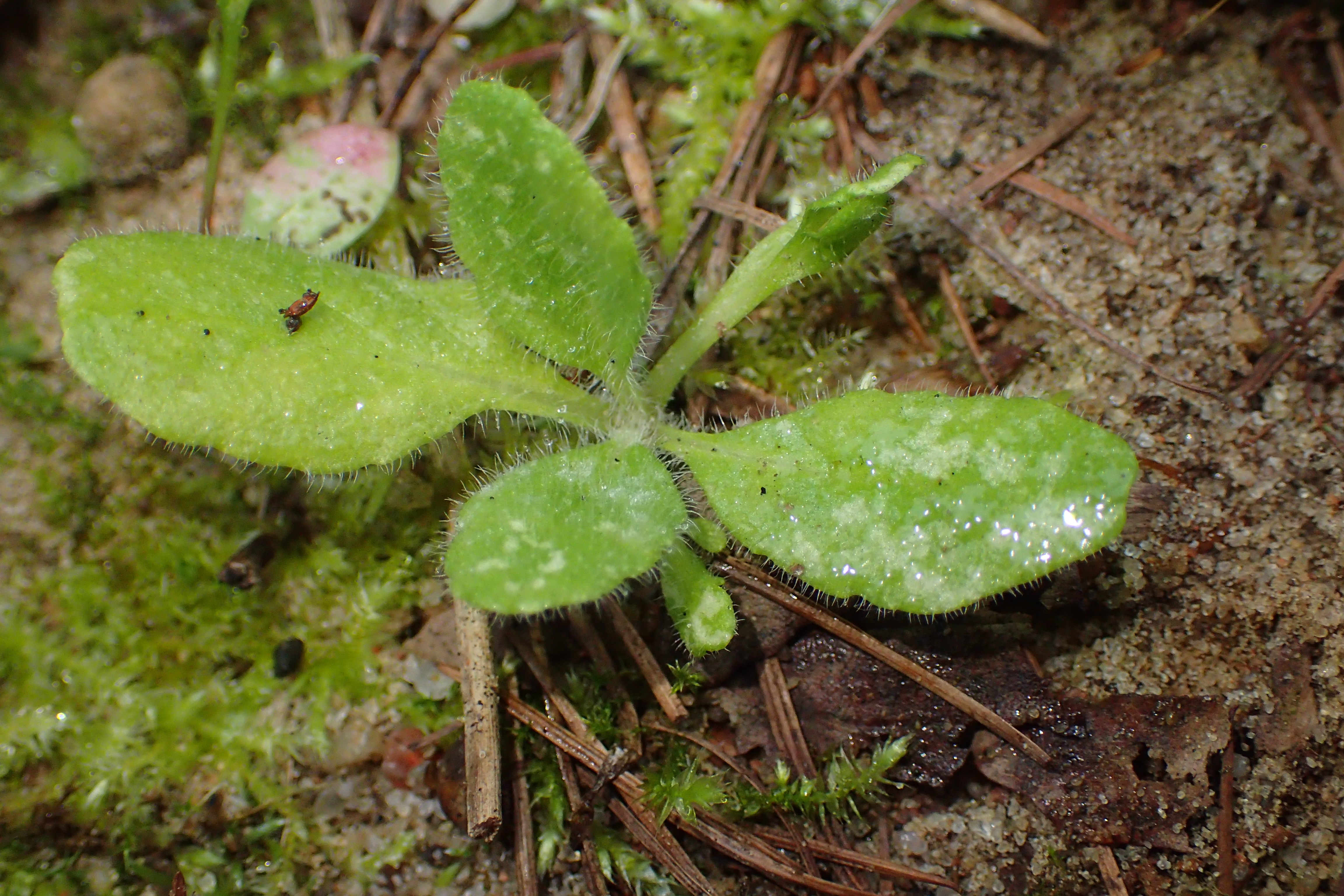
Plantule.
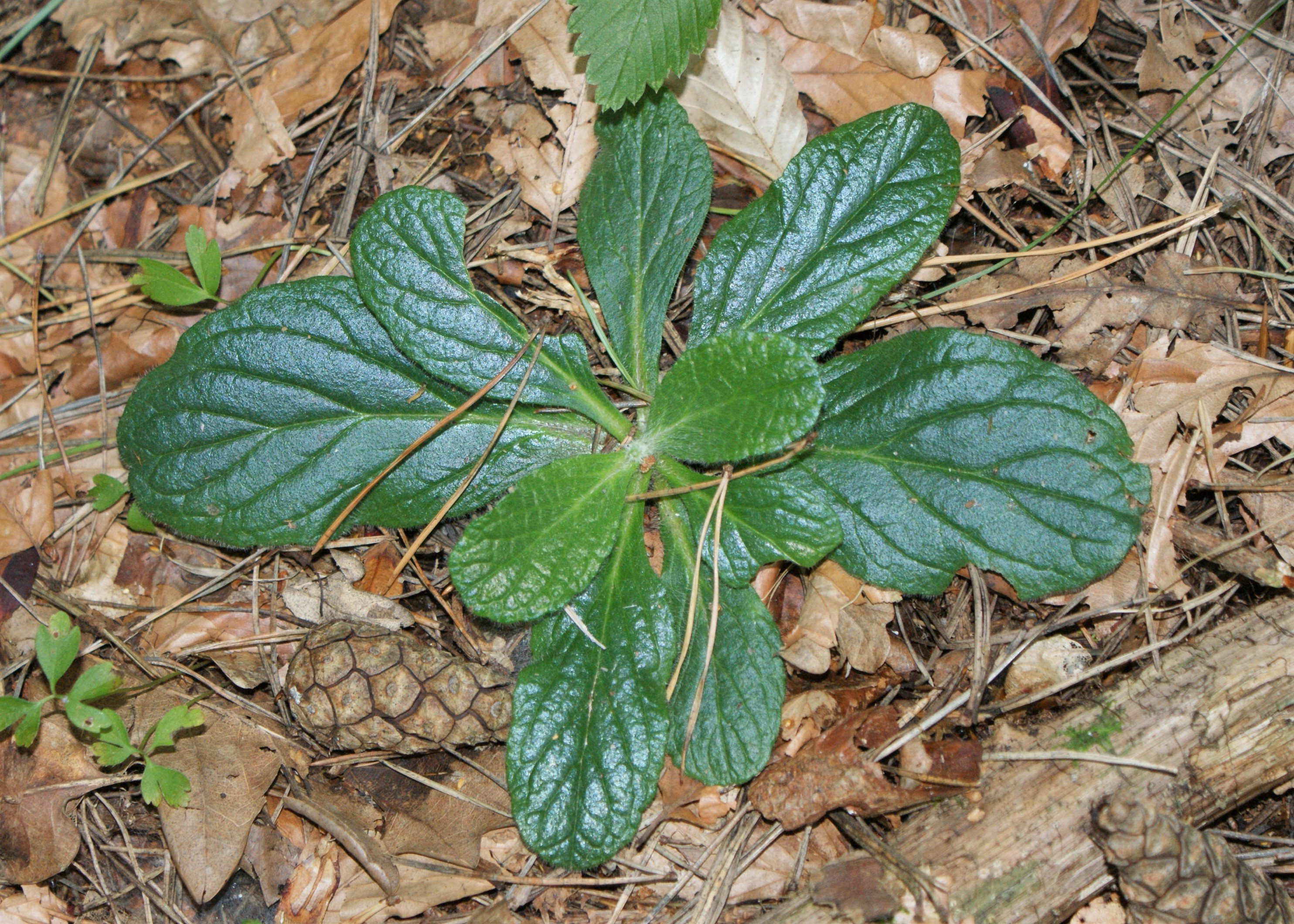
Rosette basilaire de la plante.
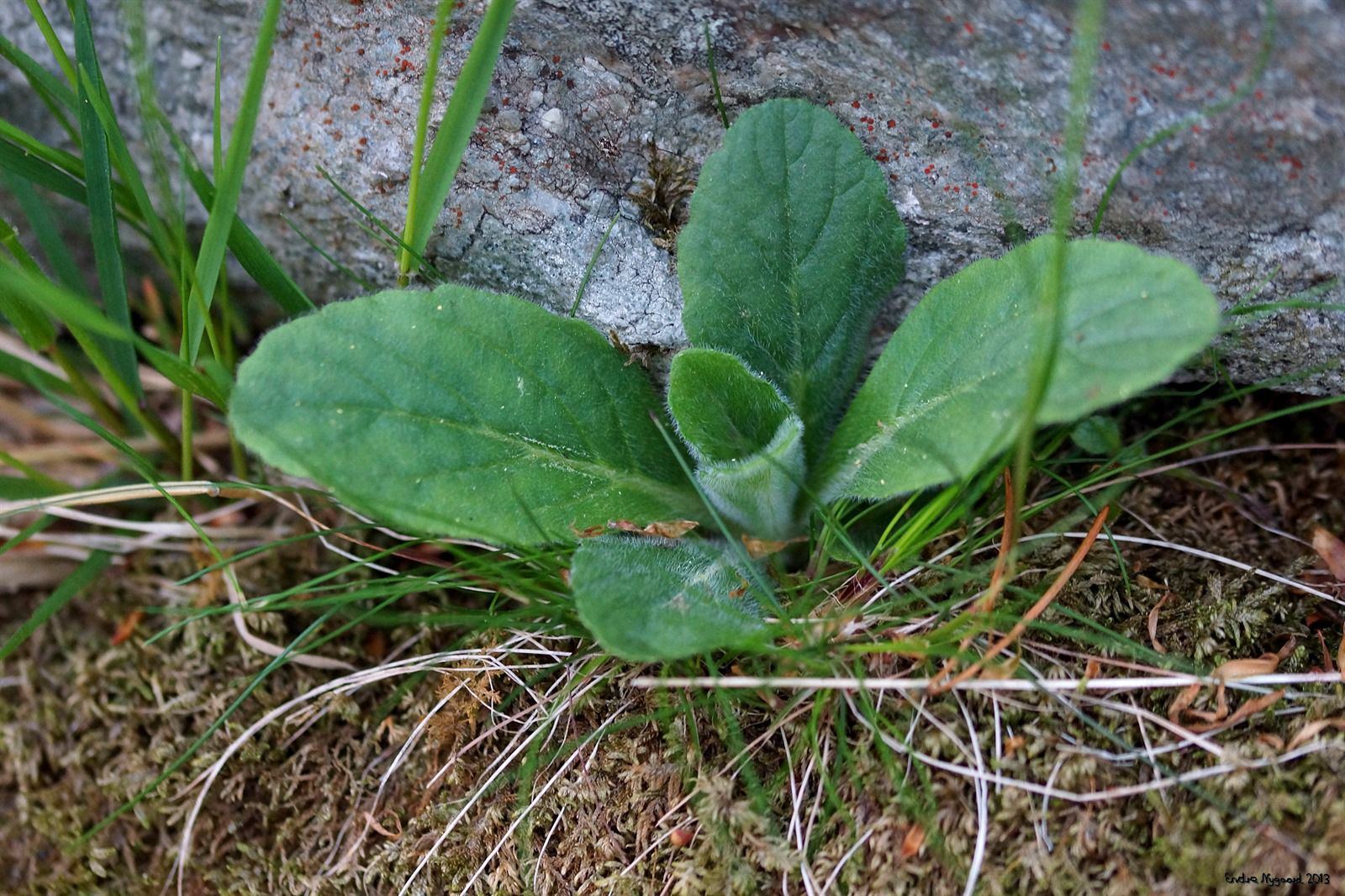
Pilosité foliaire.
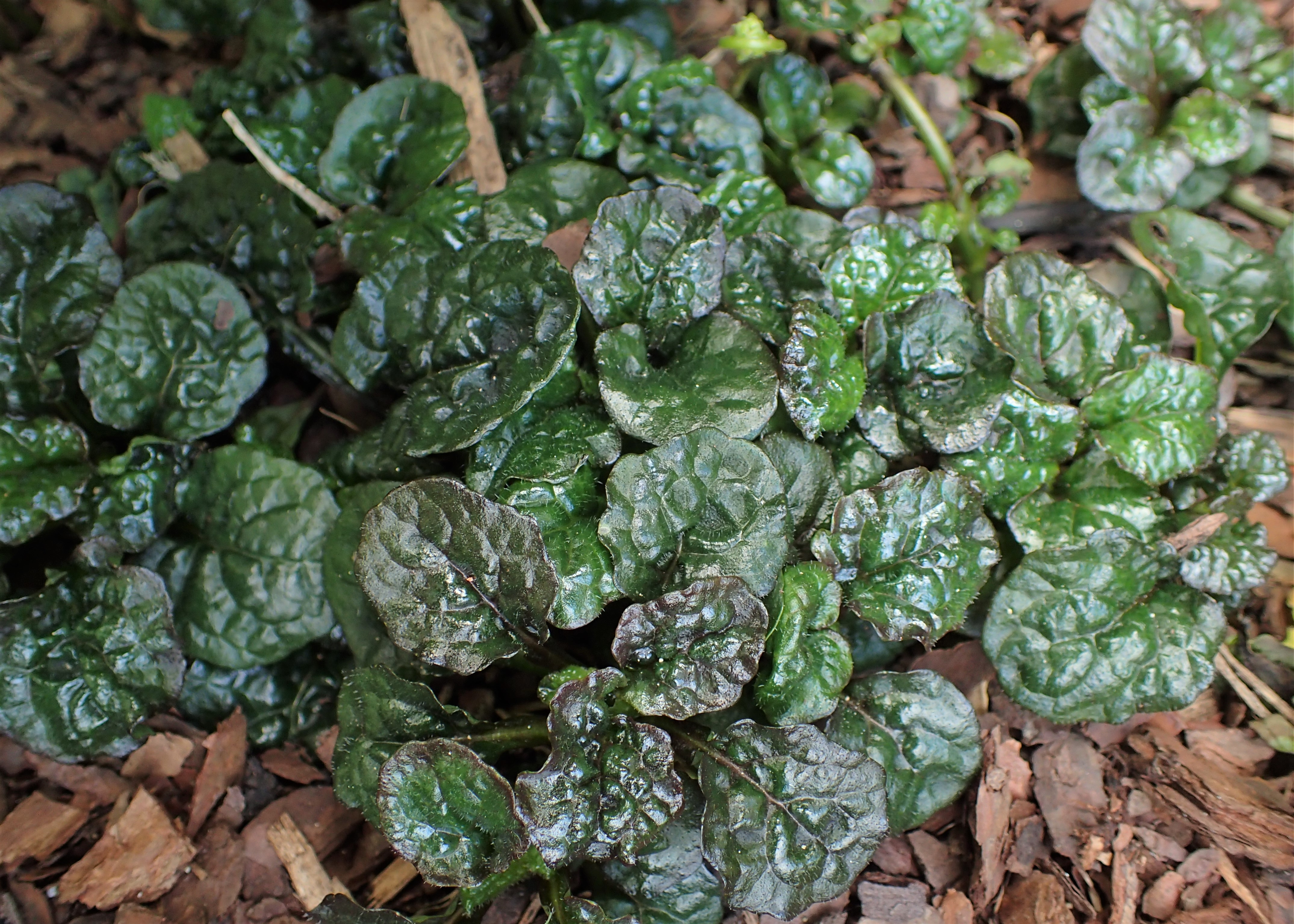
Exemple de feuilles crénelées.
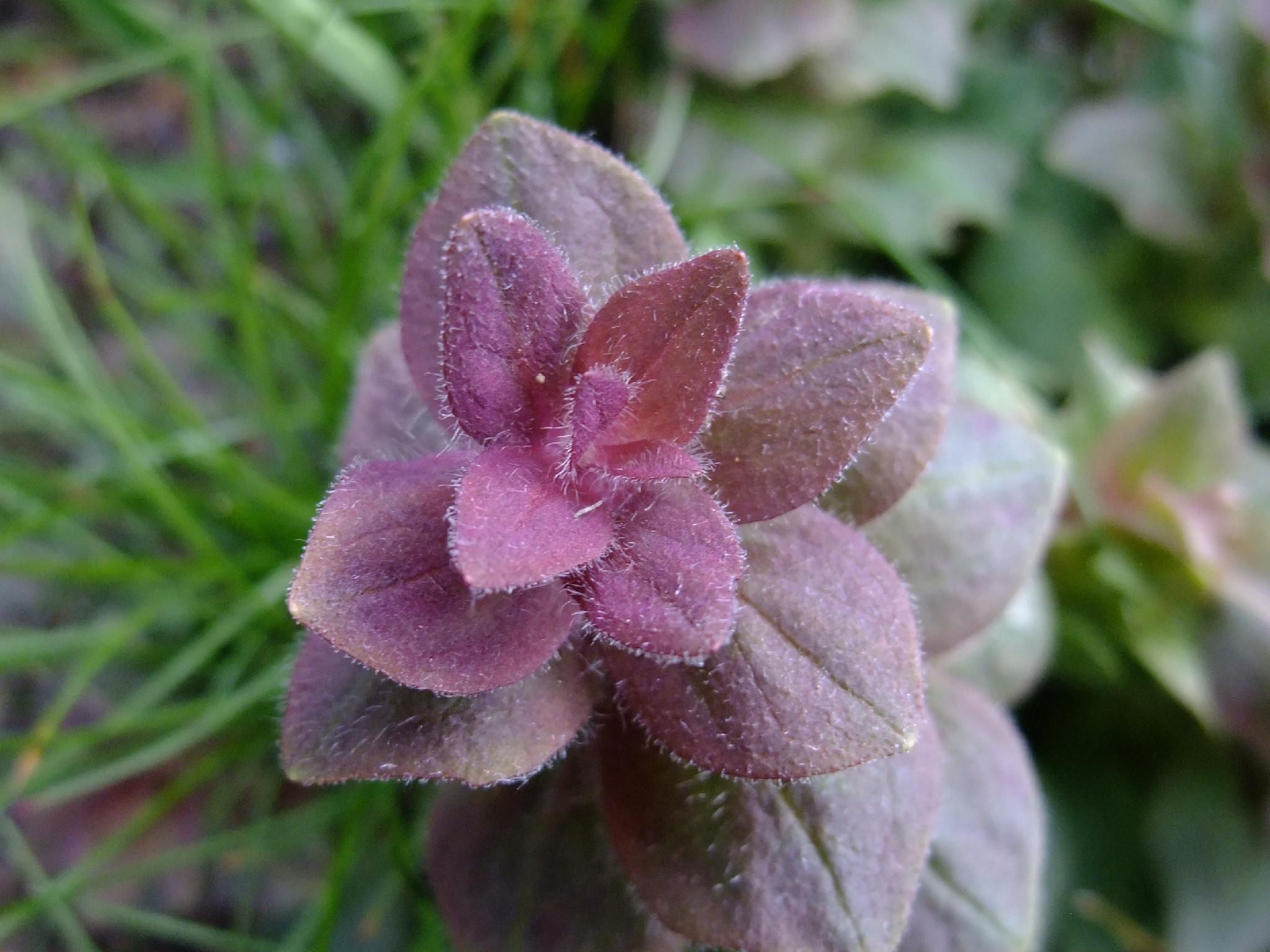
Apparition des bourgeons floraux.
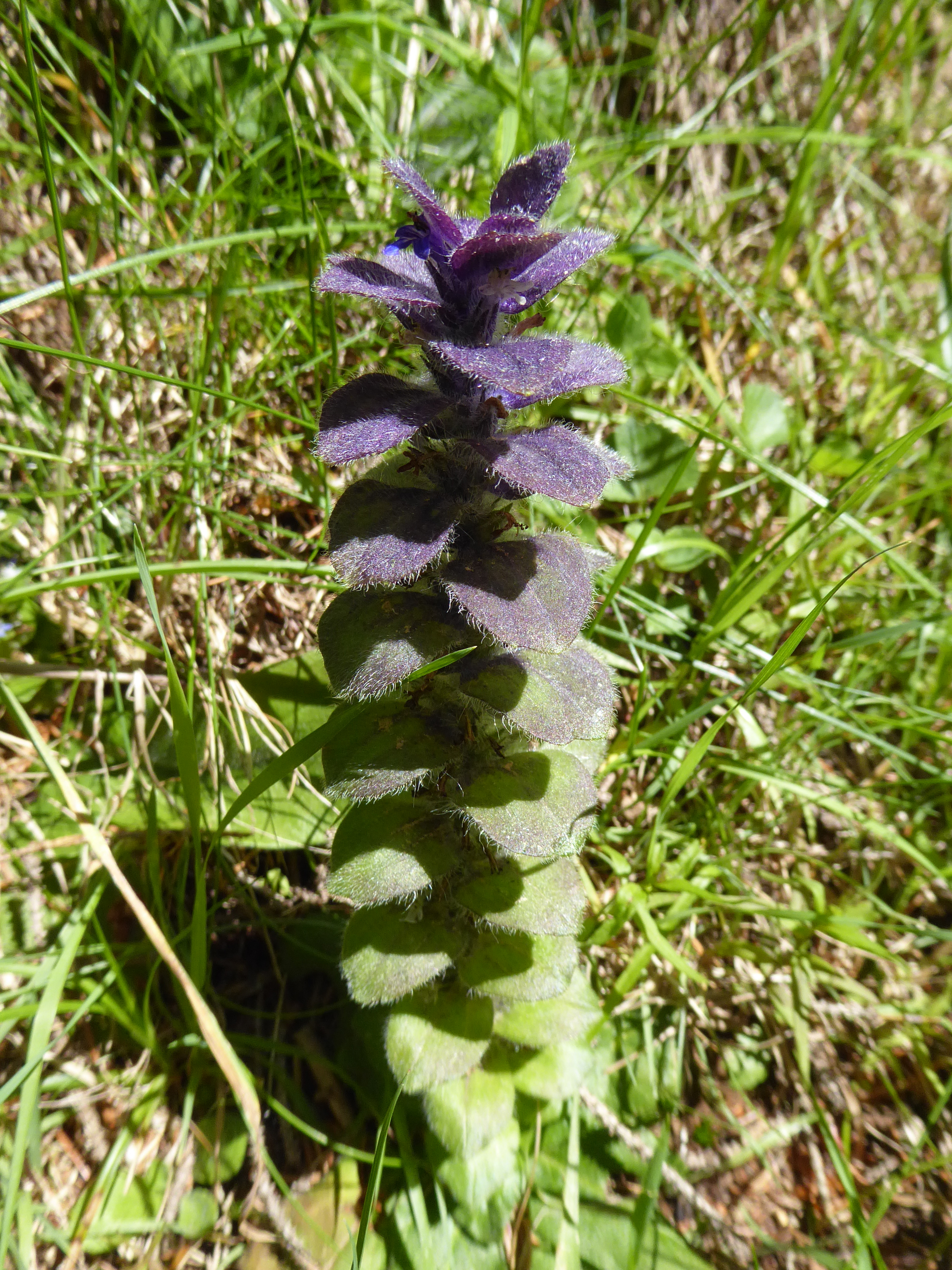
Vue de la tige qui porte les feuilles.
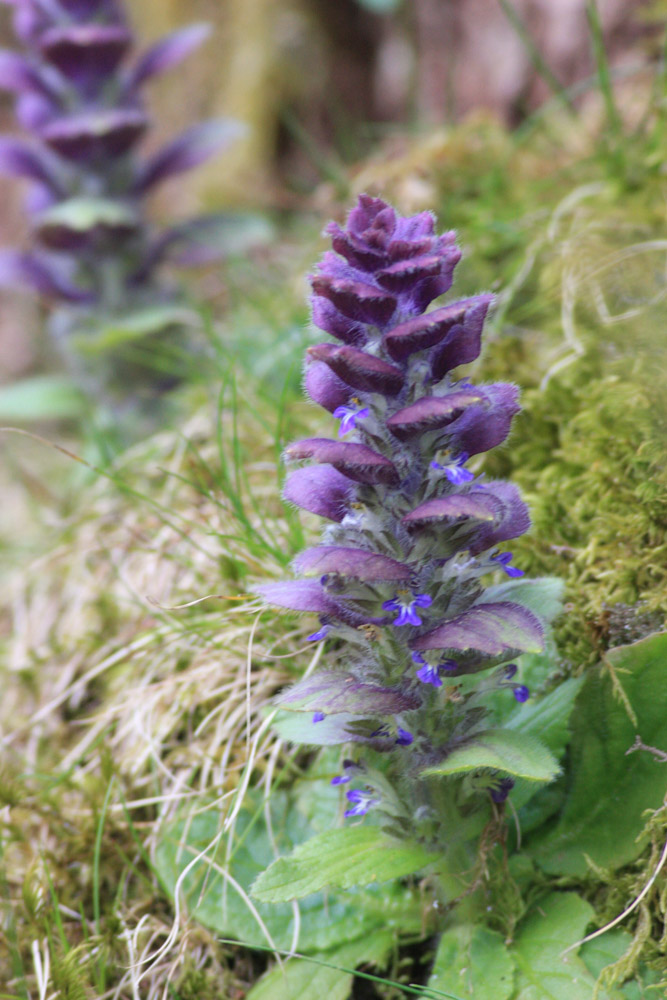
Vue des rosettes basilaires et des feuilles caulinaires.
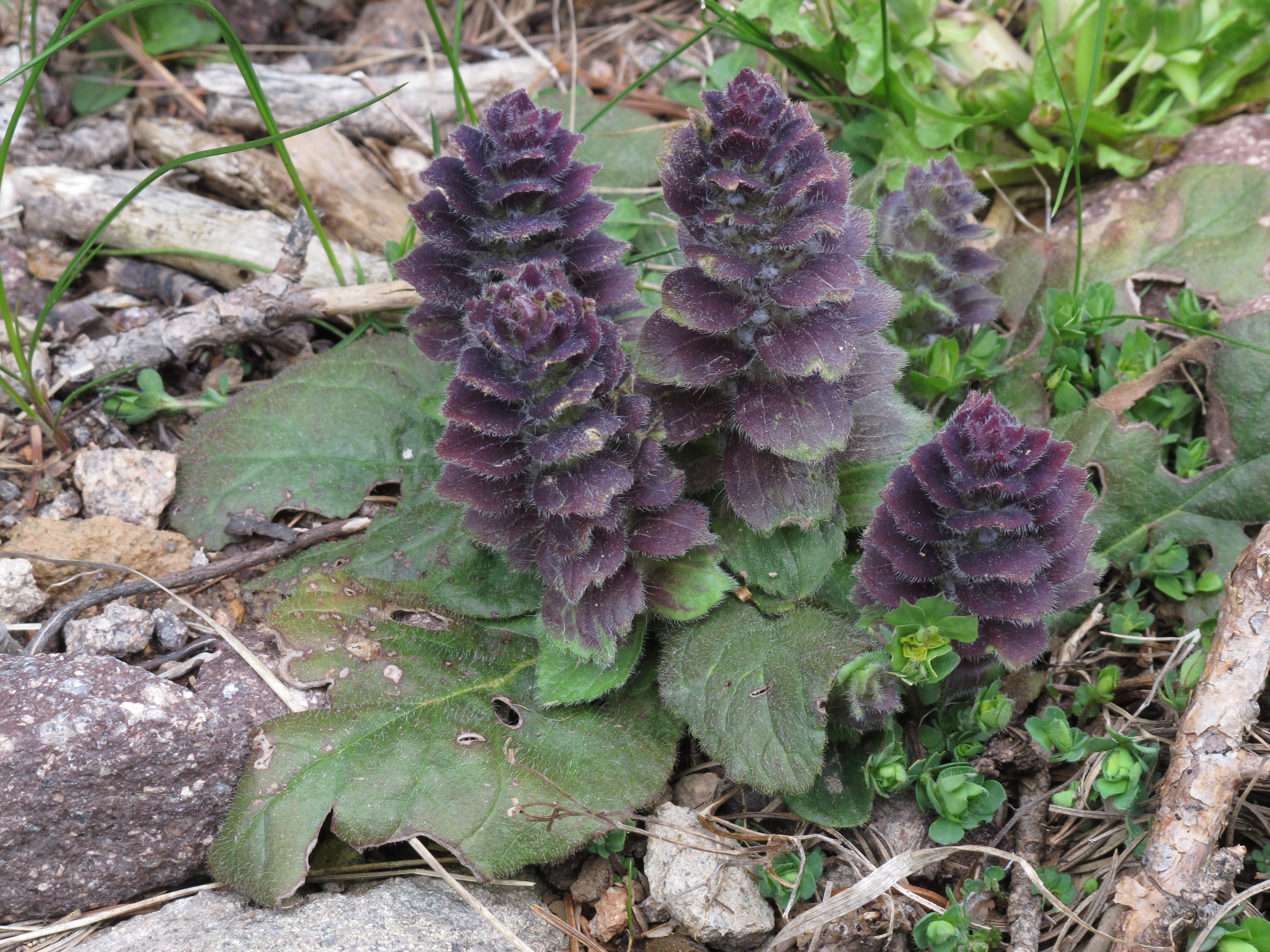
Vue du cousin foliaire de la plante.
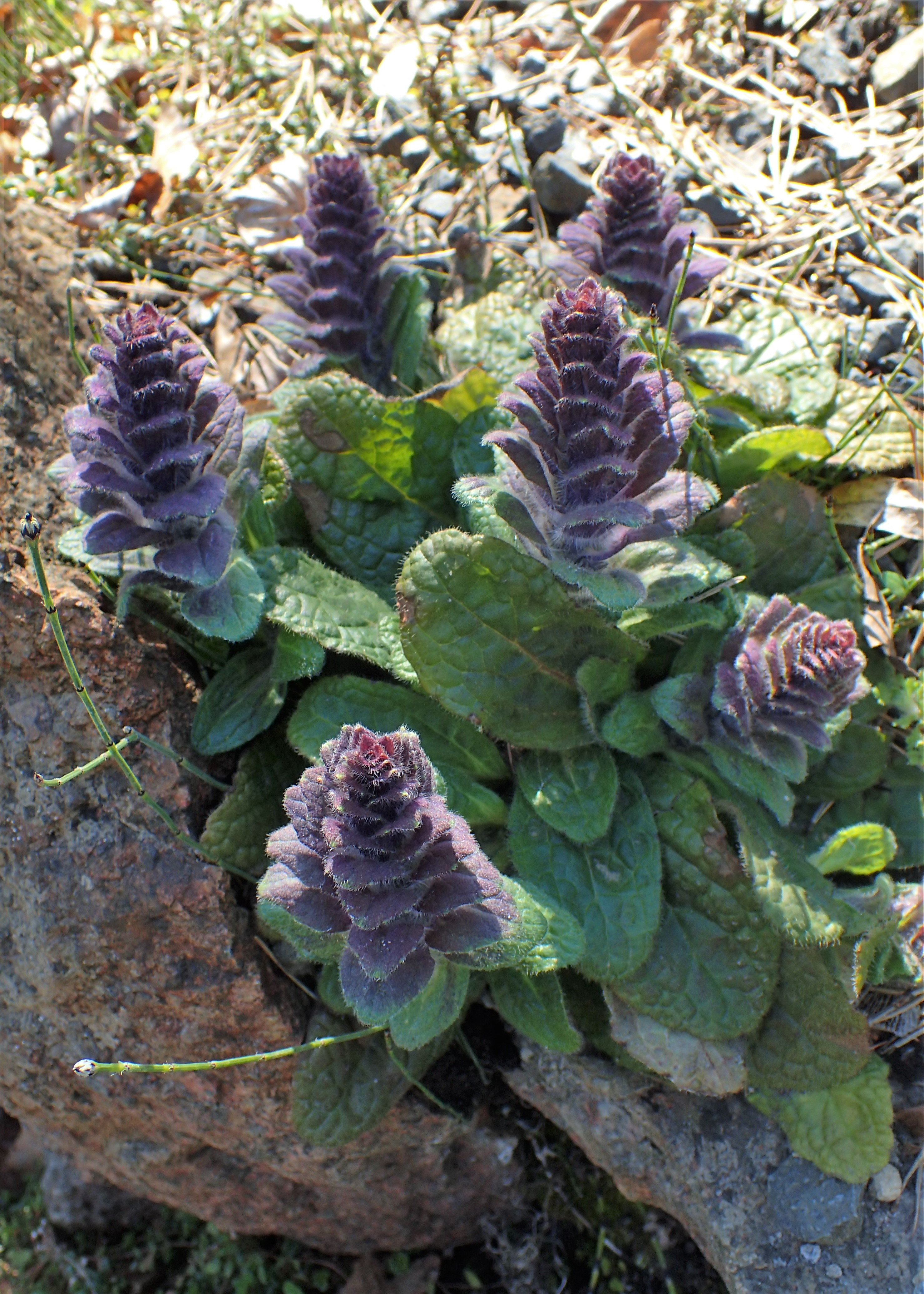
Coussin de feuilles poilues.

#### Partie racinaire
La plante a des racines rhizomateuses.

### Appareil reproducteur

#### Inflorescences
Les bourgeons floraux de la bugle pyramidale s'ouvrent entre mai et septembre. La couleur dominante des pétales des fleurs de la plante est le pourpre, avec des teintes pouvant varier du bleu au rouge en passant par le violet ; de nombreux spécimens ont des fleurs bleu pâle. Les fleurs sont disposées en épi pyramidal,.
L'inflorescence de la bugle pyramidale est sous forme de glomérule spiciforme avec des fleurs hermaphrodites et un ordre de maturation protandre. Les fleurs hermaphrodites sont zygomorphes à cinq pétales avec une enveloppe florale double,,.

Sa corolle a deux lèvres : la lèvre supérieure est très courte tandis que la lèvre inférieure a trois lobes distincts. L'androcée possède des étamines poilues qui dépassent longuement de la corolle. Le calice en forme de cloche est poilu et hirsute, et a un tube sphérique gonflé, à cinq dents longues et pointues,.

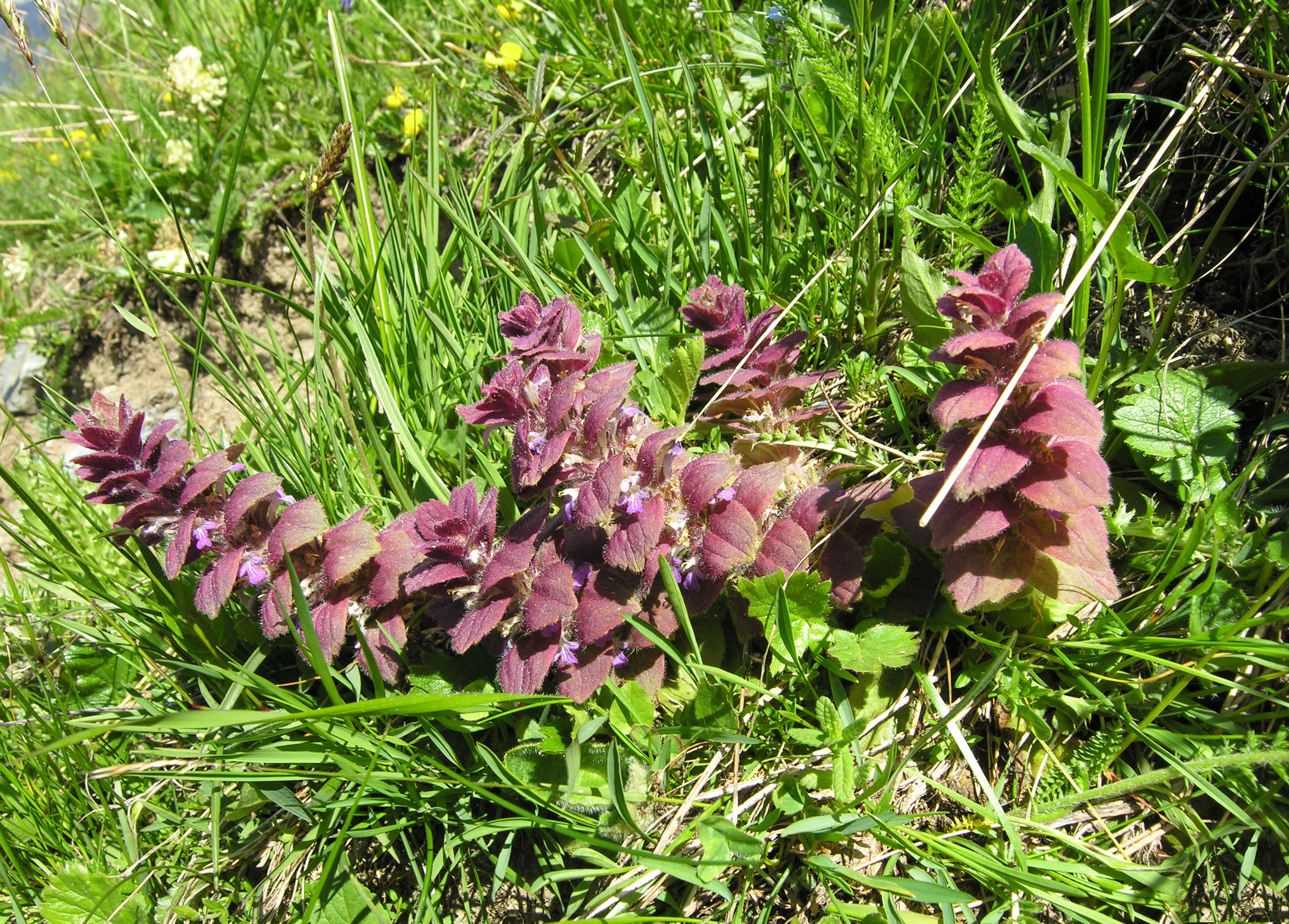
Couleur rouge des plants.
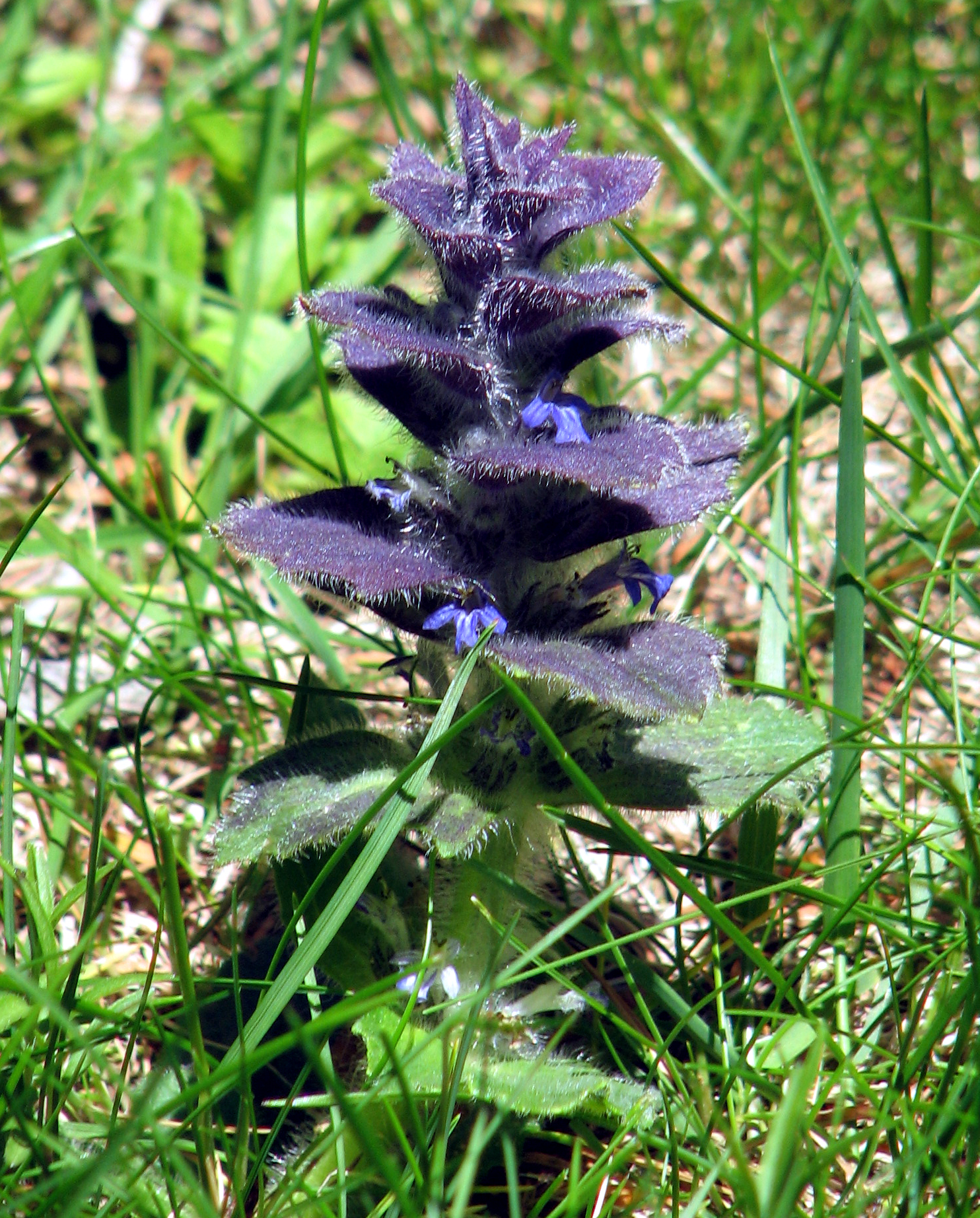
Port d'un plant.
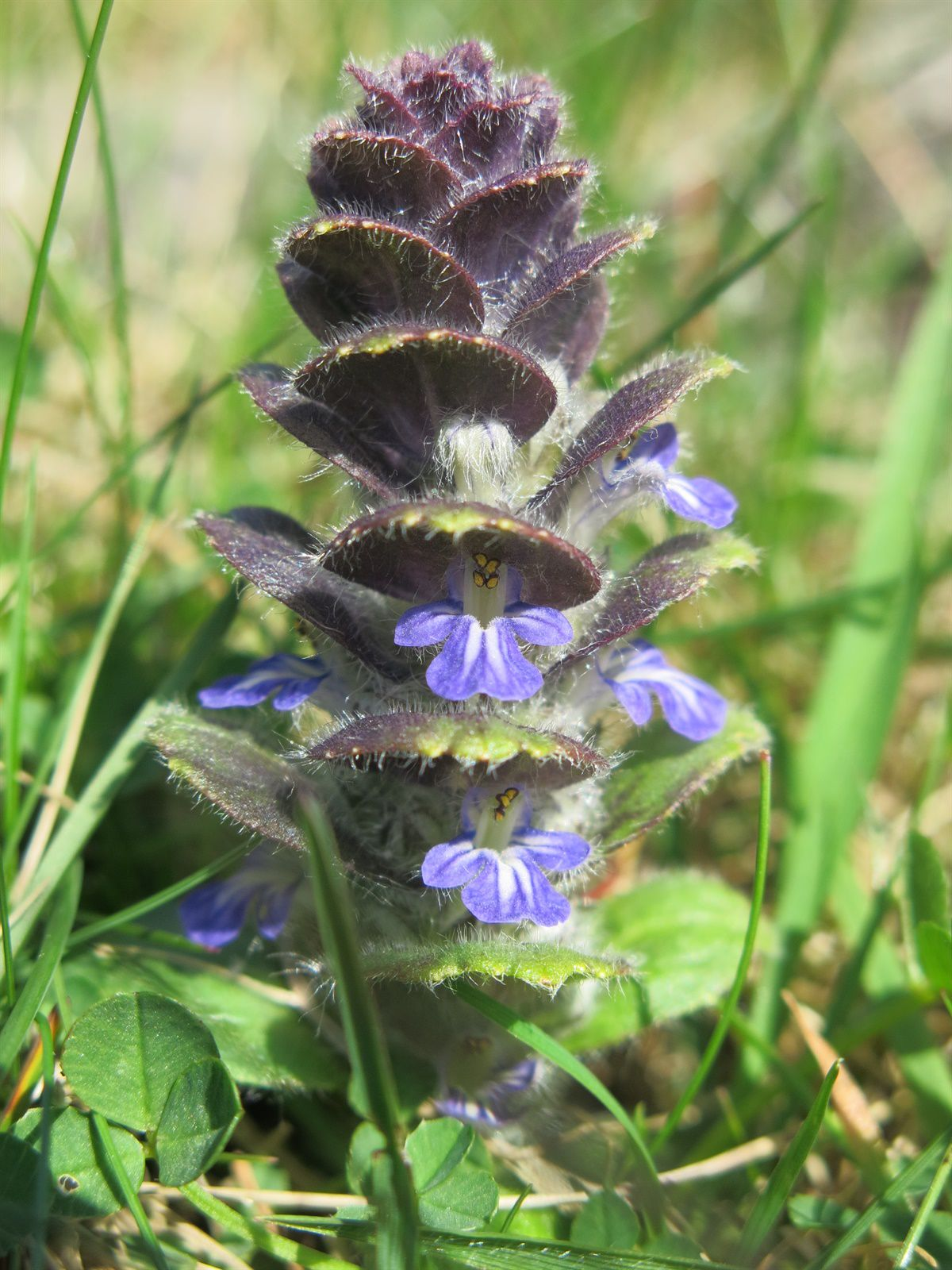
Vue d'une jeune plante.
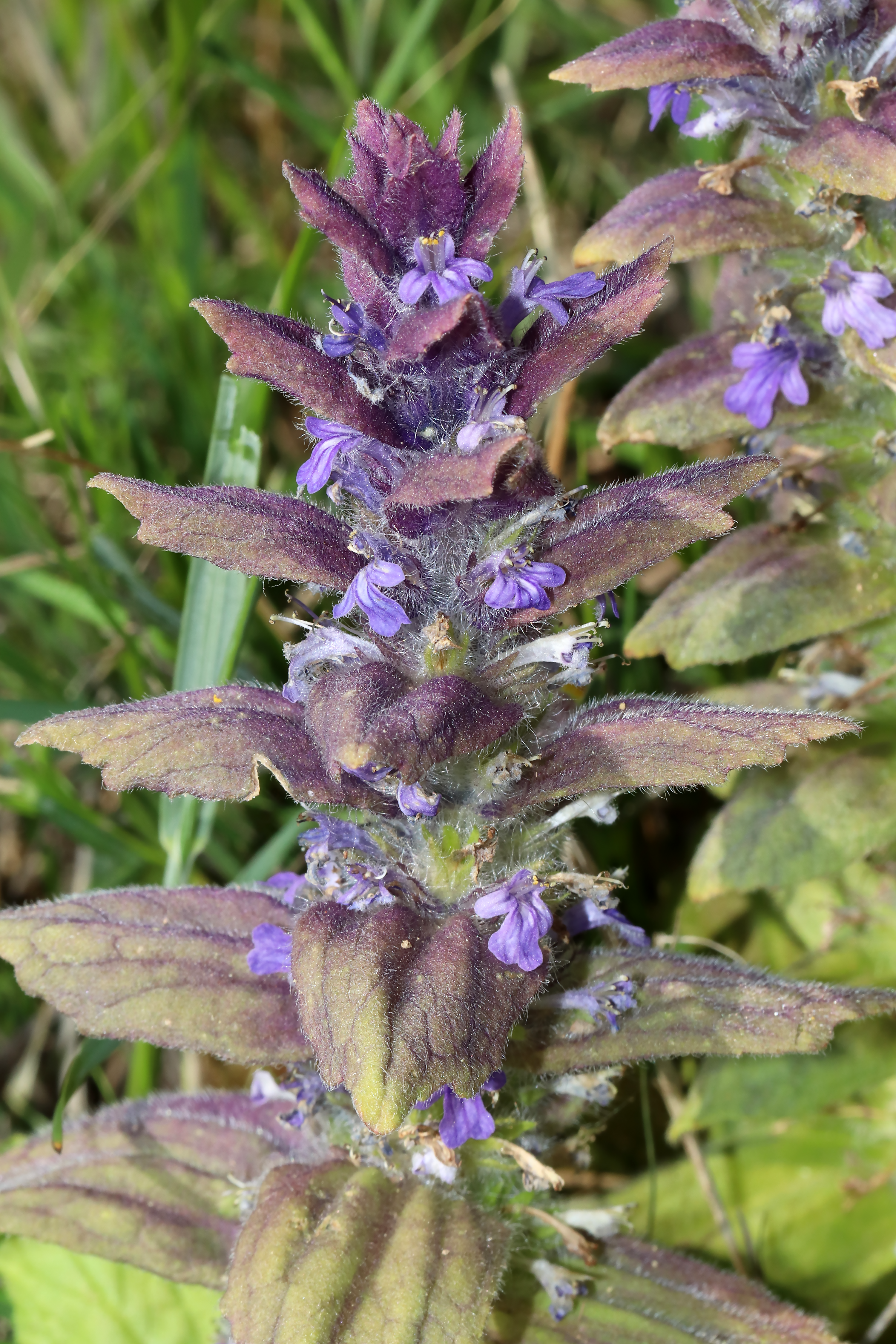
Superposition des inflorescences.
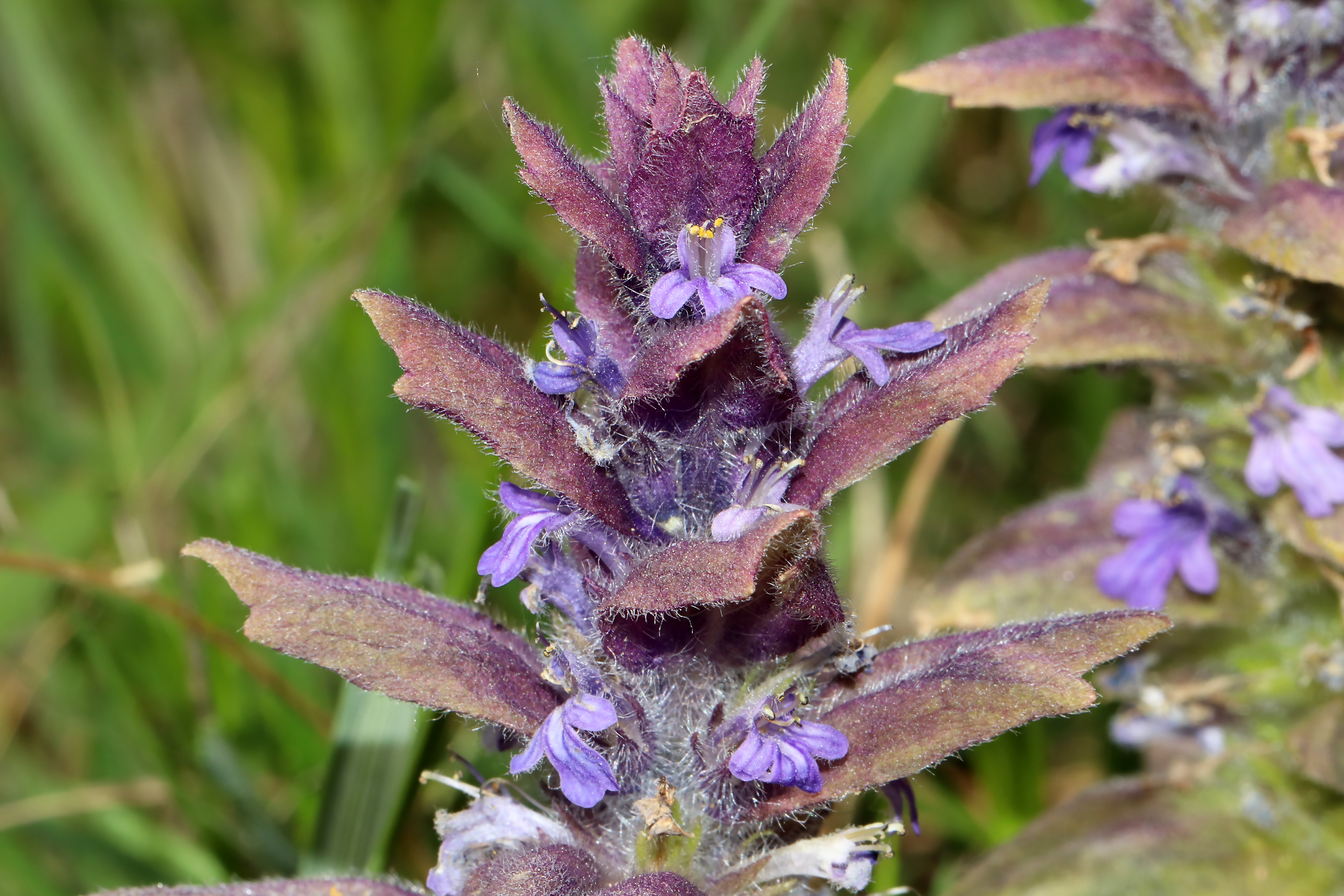
Vue des fleurs.
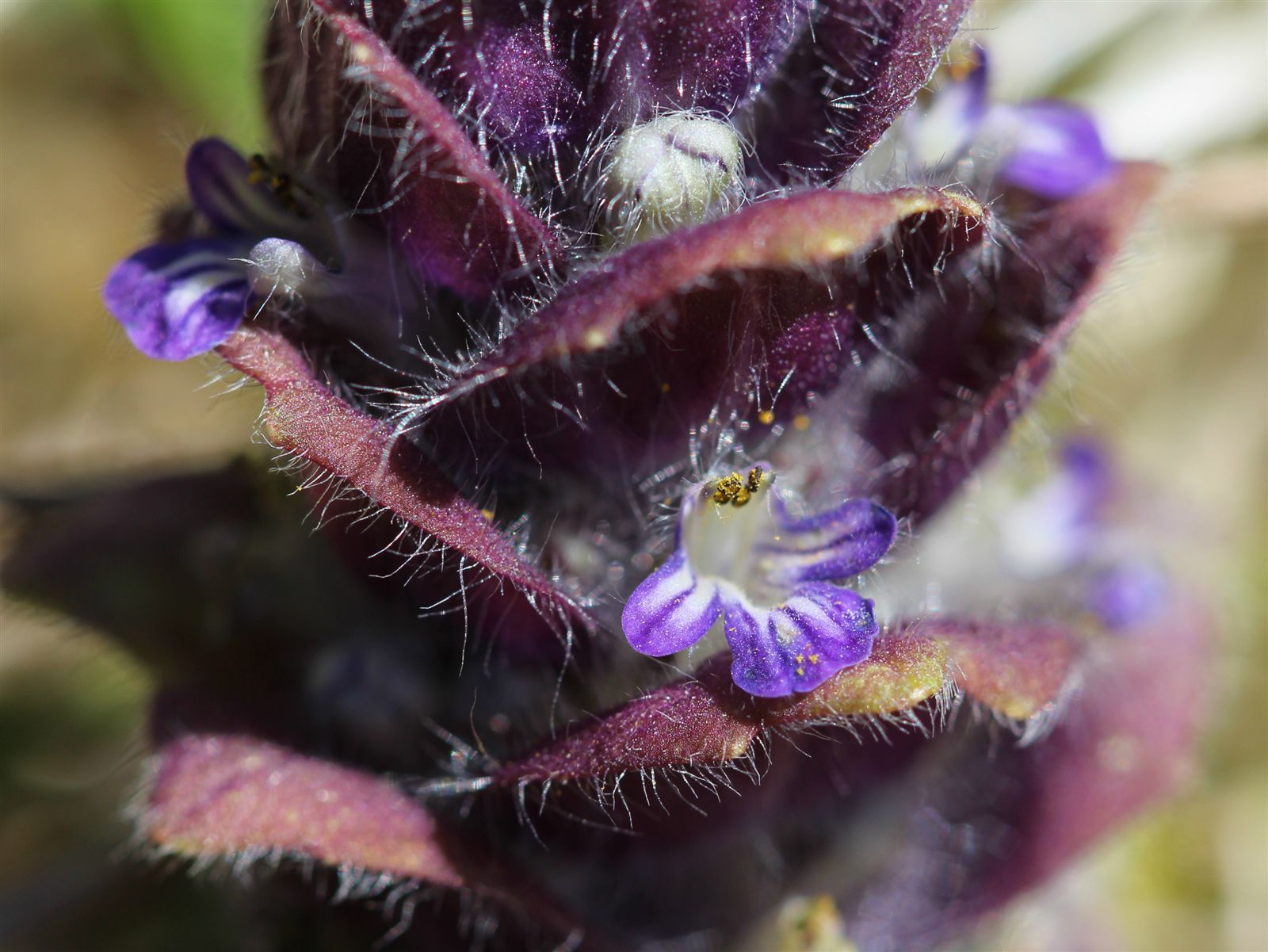
Vue des fleurs protégées.
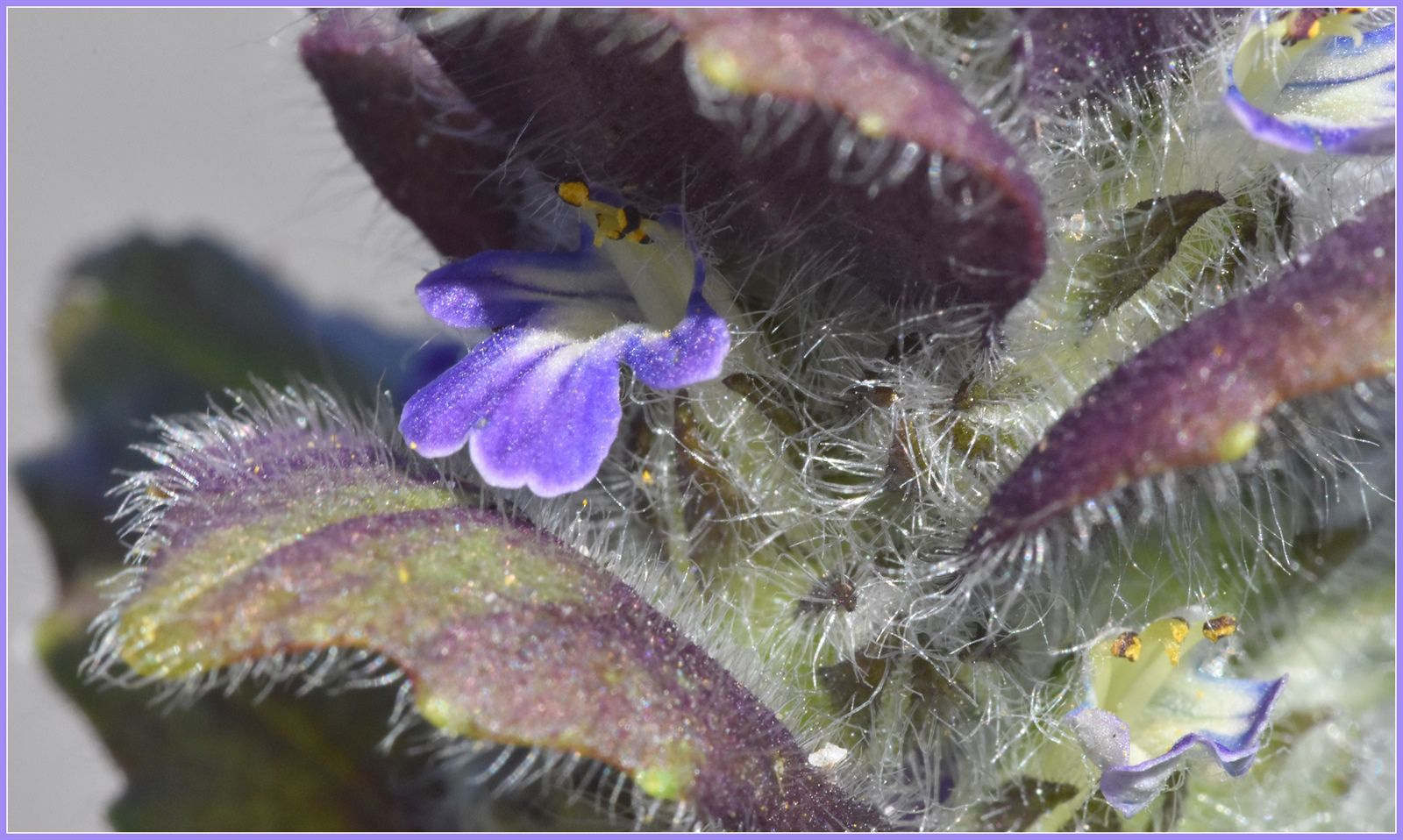
Vue d'une fleur ouverte.
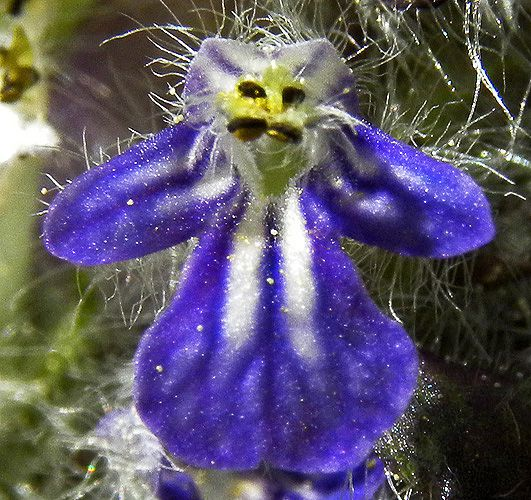
Fleur zygomorphe.
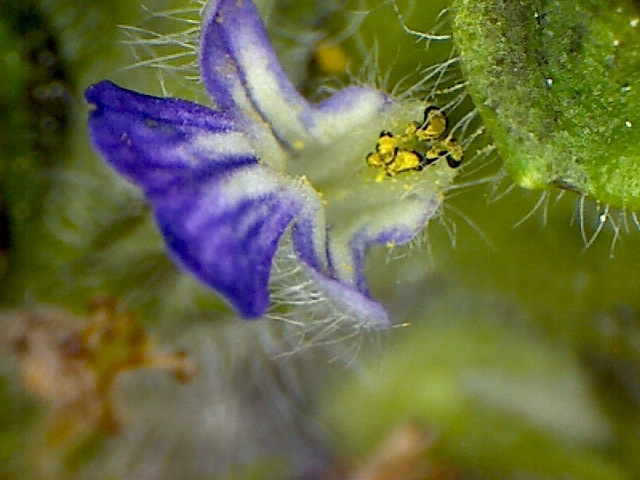
Vue de l'intérieur de la fleur.
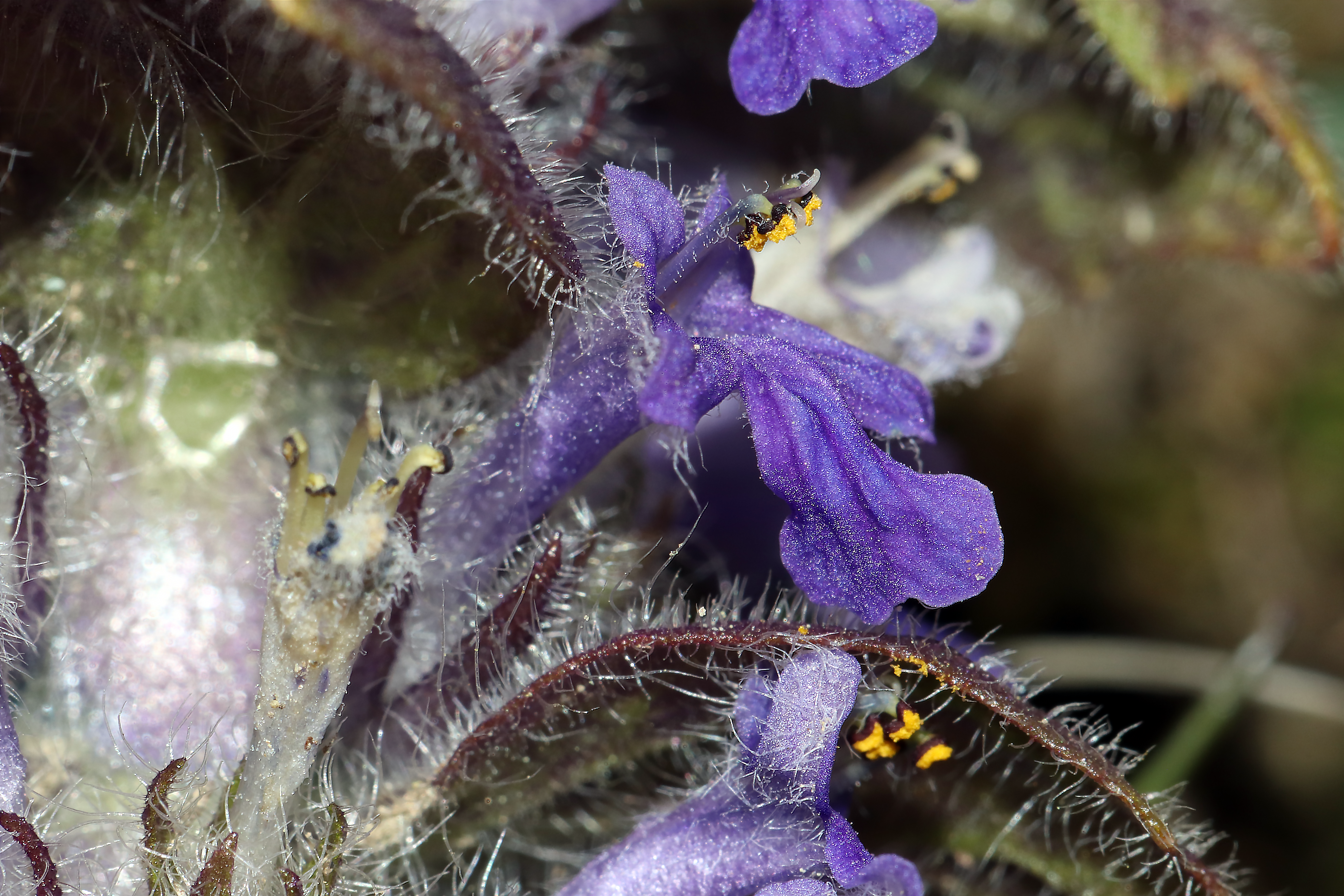
Vue de profil de la fleur.

#### Pollinisation
La pollinisation est entomogame, c'est-à-dire que le pollen est véhiculé par les insectes. Aussi, le fruit est présent sous forme d'akène avec une dissémination (détaillée dans la section dédiée) épizoochore. La plante n'a pas de stolon,.

### Confusion

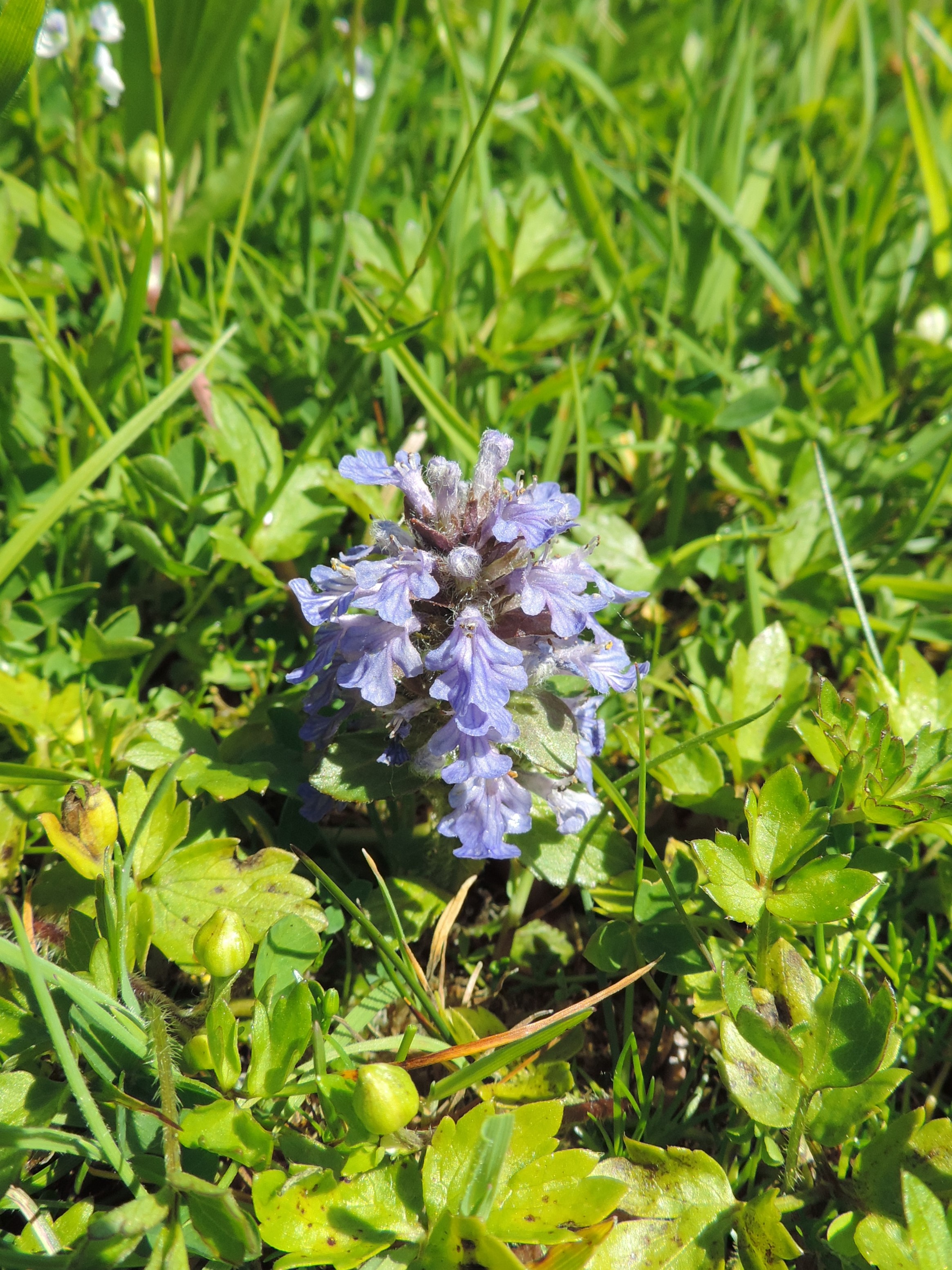
Un petit pied de bugle rampante, principal cas de confusion rencontré avec la Bugle pyramidale.

La bugle pyramidale ne doit pas être confondue avec la bugle rampante (Ajuga reptans) : cette dernière a des stolons aériens et une tige glabre ou peu poilue.

## Écologie

### Conservation d'un pollen sec
Dans l'inflorescence, les bractées de la bugle pyramidale forment des toits protecteurs efficaces pour les fleurs contre la pluie : le pollen est conservé et reste sec.

### Effets chimiques et physiques d'attraction et de repoussement
La couleur rouge-violet des pétales augmente l’effet de signal des fleurs sur les insectes pollinisateurs.
La pilosité hirsute du calice protège les pétales des fleurs contre les petits insectes rampants, comme les limaces et les escargots. Le nectar est, en outre, sécurisé par un anneau de poils rigide et orienté vers le haut,.

Dessin d’Ajuga pyramidalis.

### Épizoochorie
Les fruits possèdent des appendices charnus et huileux (élaïosomes) qui sont emportés par les fourmis, insectes attirés par l'odeur et la pigmentation marron des graines de la Bugle pyramidale. L'espèce dissémine donc ses graines à l'aide de l'épizoochorie,.

### Médecine
La bugle pyramidale est utilisée contre les plaies ou pour soulager les troubles du métabolisme,.

## Habitat et répartition
La bugle pyramidale est une espèce commune dans toutes les montagnes d'Europe, avec une abondance particulièrement soulignée dans l'arc alpin. Son habitat type est simple : la plante se développe dans les pelouses maigres acidiphiles ou calcifuges, étant montagnardes à subalpines, présente de 800 m à 2 700 m d'altitude,.

## Statut de protection
En France, l'espèce est protégée dans le Centre et dans le Nord-Pas-de-Calais.